# 德拉姆火山
62°06′58″N 144°38′16″W / 62.1161111°N 144.6377778°W

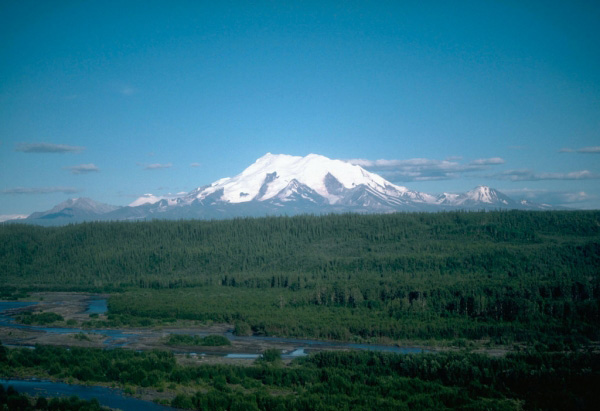

德拉姆火山是美國的火山，位於弗蘭格爾－聖伊萊亞斯國家公園，由阿拉斯加州負責管轄，屬於蘭格爾山脈的一部分，距離桑福山29公里，海拔高度3,661米。